# 小路村
小路村（おじむら）は、大阪府東成郡にあった村。現在の大阪市東成区と生野区の各一部にあたる。

## 歴史
村名は当地が「中小路」（なかおじ）と呼ばれたことに由来する。なお、「中小路」は暗越奈良街道の別称でもある。

### 沿革
- 1889年（明治22年）4月1日 - 東成郡片江村、大友村、中川村、腹見村が合併して小路村が発足。大字大友に村役場を設置。
- 1925年（大正14年）4月1日 - 大阪市に編入され、東成区の一部となる。同日小路村廃止。
- 1943年（昭和18年）4月1日 - 分区により、旧村域の南部が生野区の一部となる。

## 交通

### 鉄道路線
- 大阪電気軌道 奈良線（現・近畿日本鉄道）
  - 今里片江駅（現・今里駅）

現在は上記の他にOsaka Metro千日前線の小路駅が所在するが、当時は未開業。

## 村長
- 石川弘（後、衆議院議員）